# Мартін Лютер
Ма́ртін Лю́тер (чернече ім'я — Августин) (нім. Martin Luther; 10 листопада 1483, Айслебен — 18 лютого 1546, Айслебен) — католицький священник, ініціатор руху в Церкві, пізніше названого Реформацією.

## Біографія
Мартін Лютер народився в Айслебені в багатодітній побожній родині. Батько був шахтарем мідних копалень Мансфельда. З п'яти років малий Мартін вже був відданий на навчання у міську школу в Мансфельді. Очевидно, був дуже вразливою людиною, бо навіть у похилому віці згадував, як його батьки і вчитель били за найменшу провину. У 14 років батько послав його на подальше навчання до Магдебурга, а потім до Айзенаха. У 1501 році Лютер вступив до Ерфуртського університету.

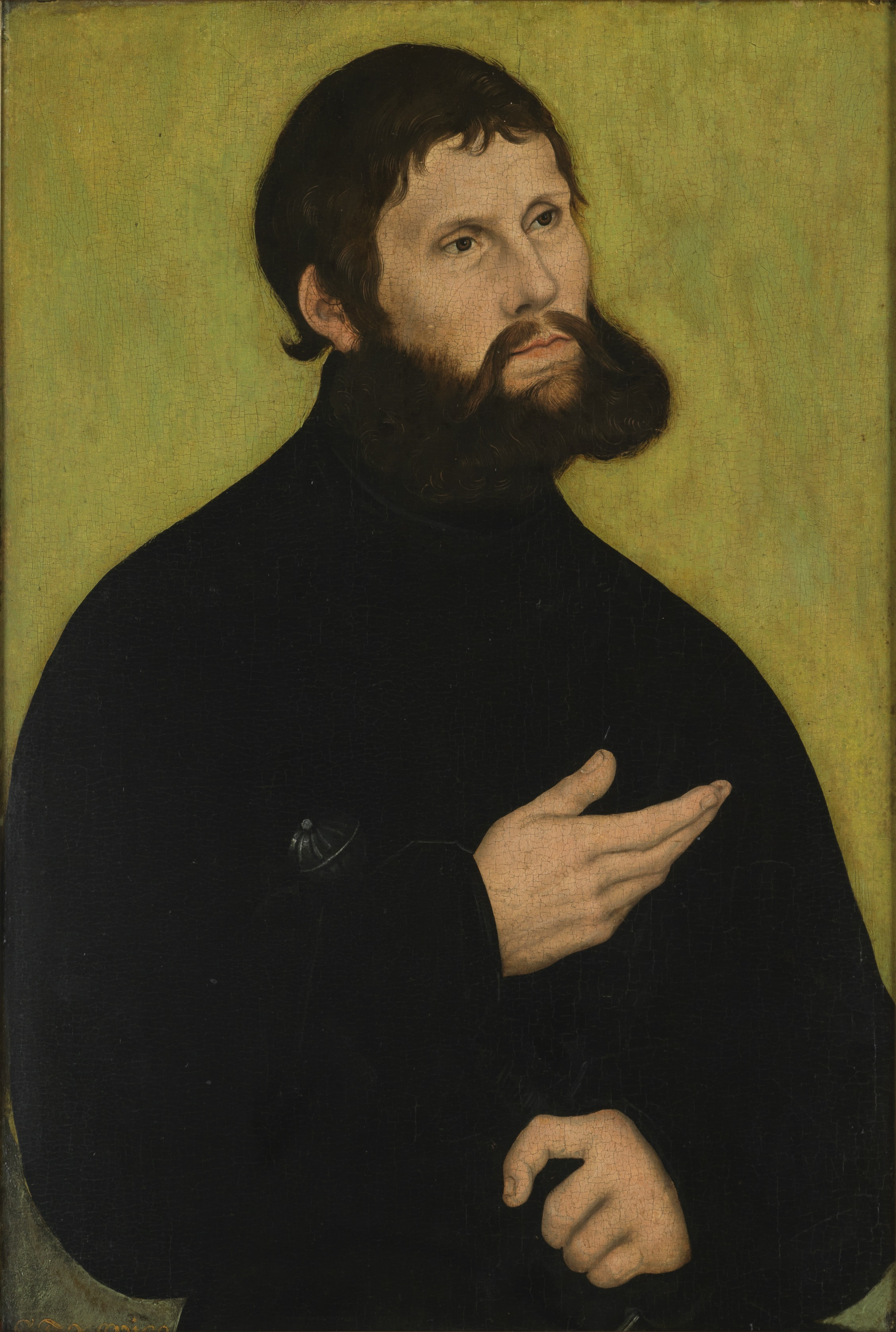
Мартін Лютер як «Поміщик Йорг». Картина Лукаса Кранаха Старшого, 1522

Одного разу, переживши велике потрясіння під час грози, він просив порятунку у Святої Анни і дав обітницю піти у ченці. Проти волі батька Мартін переступив поріг монастиря августинців, де у 1507 році був висвячений на священника. Взимку 1510–1511 років Лютер з іншим монахом-августинцем здійснив прощу до Риму, який вразив його фальшивою побожністю місцевого духовенства і повною відсутністю очікуваної атмосфери святості у столиці католицизму. Розчарований, але непохитний у вірі, Лютер повернувся додому і продовжив навчання. 1512 року захистив докторську дисертацію у Віттенберзькому університеті.

## Реформаторство

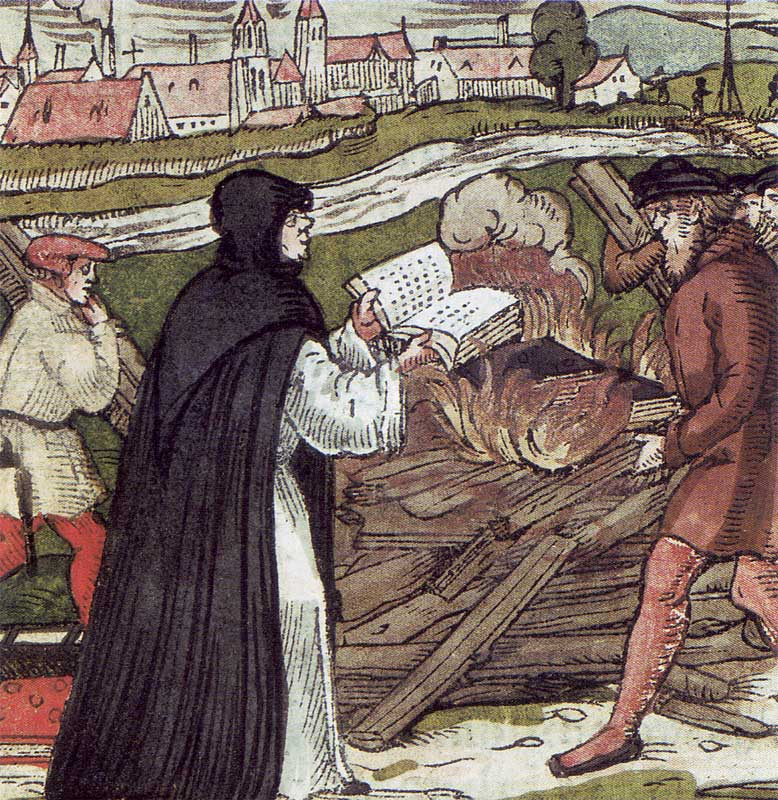
«Мартін Лютер спалює буллу», гравюра на дереві, 1557

18 жовтня 1517 року папа Лев Х випустив  буллу про відпущення гріхів і продажу індульгенцій з метою «Сприяння побудові храму св. Петра і порятунку душ християнського світу». Лютер вибухнув критикою ролі церкви в порятунку, яка виразилася 31 жовтня 1517 року в 95 тезах. Тези були також відправлені єпископу Бранденбурзькому і архієпископу Майнцькому. Відомо, що виступи проти папства були і раніше. Однак вони мали дещо інший характер. Очолені гуманістами виступи проти індульгенції розглядали проблему з точки зору людяності. Лютер же критикував догми, тобто християнський аспект вчення. Чутки про тези поширилися блискавично, і Лютера викликали в 1519 році на суд і на Лейпцизький диспут, куди він з'явився, попри долю Яна Гуса. У диспуті Лютер висловив сумнів у справедливості й непогрішності католицького папства. Тоді Папа Римський Лев X наклав на Лютера анафему, в 1520 році буллу прокляття склав П'єтро з дому Аккольті (католицька церква планує його «реабілітувати»). Лютер публічно спалив у дворі Віттенберзького університету папську буллу «Exsurge Domine» про анафему і в зверненні «До християнського дворянства німецької нації» оголосив, що боротьба з папським засиллям є справою всієї німецької нації.
Перекладені з латини німецькою і видрукувані великим тиражем тези несподівано зробили великого розголосу в суспільстві, його підтримали такі самі вільнодумці як і він — лицарського стану Ульріх фон Гуттен, науковець європейського рівня, професор Віттенберзького університету Філіпп Меланхтон, навіть курфюрст Фрідріх Мудрий. Їхня підтримка додала Лютеру впевненості, й він відмовився на вимогу вищого духовенства визнати свої помилки. Більше того, він поставив під сумнів саме існування не тільки папства, але і Церкви взагалі. У відповідь папа Лев Х своєю буллою від 15 червня 1520 року пригрозив йому відлученням від Церкви і дав 60 днів на роздуми і покаяння. Лютер далекий від покаяння, і тоді на вимогу папи новообраний імператор Карл V, який ще чекав на коронацію папою, видав едикт про спалення усіх друкованих праць Лютера. У багатьох містах Європи, зокрема у Льєжі, Кельні, Майнці книги, брошури, плакати були кинуті у вогонь, що справило велике враження на публіку. Тим не менше у Лютера лишилося багато прихильників, і у відповідь на той акт студентство Віттенберга спалило католицькі книжки і серед них «Кодекс канонічного права». Присутній при цьому Лютер кинув у вогонь папську буллу. Вісті про спалення Кодексу, неповага до якого каралася вічним прокляттям, блискавично поширилася по всій Німеччині, наробило ще більше враження, ніж спалення праць Лютера. Папі не залишилося нічого іншого, як відлучити єретика від Церкви, і він здійснив це 3 січня 1521 року. Одночасно Карл V Габсбург скликав у Вормсі рейхстаг і викликав туди Лютера 18 квітня 1521 року. Від нього вимагали зректися своїх поглядів, але Лютер у ввічливій формі відмовився це зробити. Вже після його від'їзду рейхстаг оголосив Лютера поза законом, але він на той час за допомогою курфюрста Фрідріха вже встиг надійно сховатися у замку Вартбург під виглядом «лицаря Йорга». Тут, а пізніше у Віттенберзі він переклав німецькою мовою Біблію і піклувався організацією лютеранських громад, які виникли всюди в Німеччині. Своїм досконалим перекладом він зробив вагомий внесок у розвиток німецької мови — Біблія стала зрозуміла простим людям, хоч Лютер не дотримувався якогось одного діалекту німецької мови й широко застосовував власні новотвори. Лише у 1534 році він закінчив цю титанічну працю. Жодна літературна праця в ті часи не мала такого попиту, як Біблія Лютера. За двадцять років вийшло понад 400 її видань.
За допомогою прибічників Лютера, особливо Меланхтона, процес Реформації набрав силу. Демонструючи свій розрив з католицькою церквою, багато священників почали одружуватися, деякі цивільні особи зважилися виконувати обряд Причастя, а вірні — нищити образи і церковну скульптуру. Реформація йшла як «зверху», так і «знизу». Поступово виникла загроза соціальних заворушень, і Лютер вийшов з підпілля у Віттенберзі, щоб пом'якшити радикальність руху і тим, з одного боку, запобігти введенню в місто військ для встановлення порядку, а з другого, не наражати на небезпеку прихильних до нього курфюрстів, допомога яких була йому потрібна. Тим часом у Римі папський престол обійняв Адріан VI, який розглядав процес Реформації як кару Божу за гріхи і намагався прийти до примирення з Лютером.
У цей час у Німеччині лицарство здійняло повстання, а в 1525 році почалася Селянська війна, духовним лідером якої став Томас Мюнцер. Лютер намагався переконати його у хибності насильницького шляху, але марно. Мюнцер звинуватив його в тому, що він зрадив загальній справі, а він, Мюнцер, цю справу продовжить. Та сталося інакше. Об'єднаними зусиллями феодально-княжої аристократії повстання було придушено, і Мюнцер потрапив до рук ворога. Через кілька днів його стратили після нелюдських катувань.
За іншою версією, під час Селянської війни 1524–1526 років Лютер виступив з різкою критикою бунтівників, написавши «Проти вбивчих і грабіжницьких зграй селян» (нім. Wider die räuberischen und mörderischen Rotten der Bauern), де назвав розправу з винуватцями заворушень богоугодною справою.
Проте Реформація продовжилася мирним шляхом, однак у цій ситуації в 1525 році 42-х річний Лютер зробив несподіваний крок — він одружується з 26-річною колишньою черницею Катаріною фон Бора, яка два роки перед тим втекла з монастиря. Цим актом він хотів подати приклад духовенству, і дійсно, багато ченців і священників його наслідували, але найближчі прибічники були дуже розчаровані тим, що їхній лідер фактично покинув їх у тяжкий час, надавши перевагу влаштуванню особистого життя.
Цей крок Лютера разом з іншими обставинами спонукали деяких діячів Реформації, здебільшого з числа гуманістів, повернутися у лоно католицької церкви. Зокрема, цьому сприяло загострення стосунків між Лютером і визнаним лідером гуманістів Еразмом Роттердамським, який спочатку займав нейтральну позицію по відношенню до Реформації, однак відверто висловлювана до нього неповага в листах Лютера викликала адекватну реакцію. Розходження у поглядах мало місце і серед самих реформаторів, спроби знайти спільну точку зору у теологічних і обрядових питаннях не мали успіху, і врешті-решт розгалуження реформаторських церков стало неминучим. Решту свого життя Мартін Лютер провів у родинних турботах. Обтяжений фінансовими проблемами, він все ж не вимагав гонорару за свої книги, вдовольняючись скромною професорською платнею у Віттенберзькому університеті. Час від часу він брав участь у процесі ствердження протестантської церкви, але цей процес вже йшов незалежно від його волі. Він помер у рідному Айслебені, куди виїхав залагодити суперечку про спадщину місцевого графа.
У 1529 році Лютер записав Великий і Малий Катехізис, які були покладені в основу Книги Згоди.
У роботі Аугсбурзького рейхстагу 1530 року Лютер не брав участь, позиції протестантів на ньому представляв Меланхтон.
Наприкінці XX століття завдяки діяльності Івана Павла II був реабілітований.

## Елементи вчення

### Вчення про державу
За вченням Лютера, Бог створив два царства: Боже і світське. Це він зробив через двоїсту природу людини, що є водночас і духовною, і тілесною. Існування двох царств, за вченням Лютера, детерміновано ще й тією обставиною, що світ складається переважно не зі справжніх християн. Якби в ньому переважали справжні християни, то не треба було б ні князів, ні панів, ні меча, ні права. Справжні християни не допускали б ніяких порушень закону, любили б один одного. Суперечливість людської природи, крайня недосконалість світу, в якому панує зло, виступають, на думку Лютера, причинами, які викликали до життя Божою волею світське царство. Під поняттям світського царства він розумів усю сферу відносин між людьми, що безпосередньо регулюється людськими законами, приписами. Нею охоплюються сукупності різних зв´язків: господарських, торгових, сімейних, а найголовніше — політичні.
Держава повинна піклуватися про зовнішні відносини і внутрішні порядки, вирішувати світські конфлікти, боротися з проявами зла. Особи, які здійснюють ці функції, володіють владою, їхня влада над оточенням основана на насильницькому штучному пануванні. Лютер закликав правителів дбати не про власну вигоду, славу тощо, а про добробут країни. Владарює ж доцільно, управляє розумно той князь (монарх), який використовує владу не як привілей, а здійснює її як повинність, покладену на нього Богом. Тобто християнський правитель має вважати себе слугою, а не паном народу.
Лютер вирізняв ще групу власне земних, світських факторів, які повинні враховуватись у стратегії управління державою. Це: реальний стан країни, соціальна й політична доцільність, здатність адміністрації продумувати і втілювати в життя свої наміри. Лютер наставляв правителів прислухатися до голосу розуму, реалістично пристосовуватися до ситуації. Отже, реформатор виступав за тверезе поєднання сили з мудрістю у здійсненні державної влади.
Світська влада не повинна сягати далі тіла і майна людини. У всьому іншому державі належить право вимагати повної покори. Лише в єдиному випадку він визнає можливість опору владі: коли правителі зневажають свободу християнина самому будувати свої відносини з Богом, у випадку втручання правителів у справи віри.

### Вчення про право
Мартін Лютер ставився досить критично до тогочасного права. Особливій критиці піддавав право канонічне. Причина тому — захист каноністами позицій і домагань римо-католицької церкви.
Лютер висловлював ідею, що царства світу повинні управлятися за допомоги примусових законів. Світська влада інакше не може. Іншими способами не можна очистити землю від зла, навести порядок, зберігати спокій християн, карати злочинців. Але світська влада обмежена справами земними, людськими та безсила у справах віри, совісті. Свобода душі, галузь віри, внутрішній світ людини перебувають поза юрисдикцією держави, за межами дії її законів.
Класифікувавши усі закони, на перше місце він поставив божественний закон, однаковий для всіх. На друге — закон природний, властивий людям. На третьому місці опинився імператорський закон, який регламентує все світське управління. На четвертому місці розташовані закони міст і земель, обов´язкові лише для окремих місцевостей. Лютер визнавав, що всяке писане право випливає з природного розуму, природного права, яке, будучи похідним від волі Божої, являє собою якісно інший феномен, ніж право божественне. Світській владі, яка спирається на нього, природне право дозволяє управляти зовнішньою поведінкою людей, майном, речами.

## Сім'я

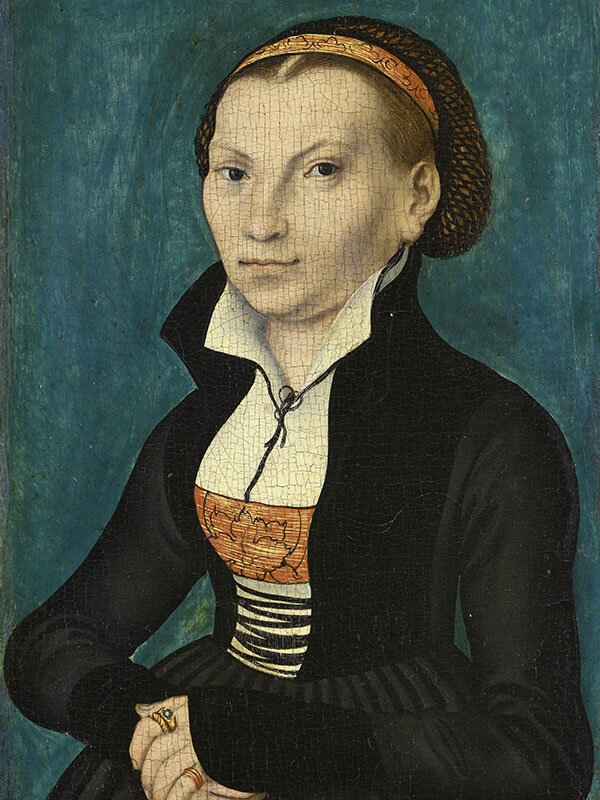
Портрет Катаріни фон Бора

13 липня 1525 року, Мартін Лютер одружився із Катаріною фон Бора (29.01.1499 — 20.12.1552), однією з 12 черниць бернардинського монастиря, яким він допоміг втекти в квітні 1523 року. Катаріна фон Бора походила із шляхетної саксонської родини. Ще дівчинкою батьки відправили її до монастиря бернардинців, де вона пробула аж до втечі у бочках з оселедцями, організованої Мартіном Лютером. Про свою дружину Мартін Лютер в серпні 1526 року писав: «Моя Кеті, така люб'язна і добра до мене, що я не проміняв би свою бідність на усі скарби Креза».
Після одруження пара переїхала жити в колишній монастир августинців поблизу Віттенберга, який їм подарував, як весільний подарунок, курфюрст Саксонії Іоан Стійкий. У них народилось шестеро дітей: Ганс (липень 1526 року), Елізабет (10 грудня 1527 р., яка померла через декілька місяців), Магдалена (1529), Мартін (1531), Пауль (січень 1533), Маргарет (1534).

## Переклад Біблії

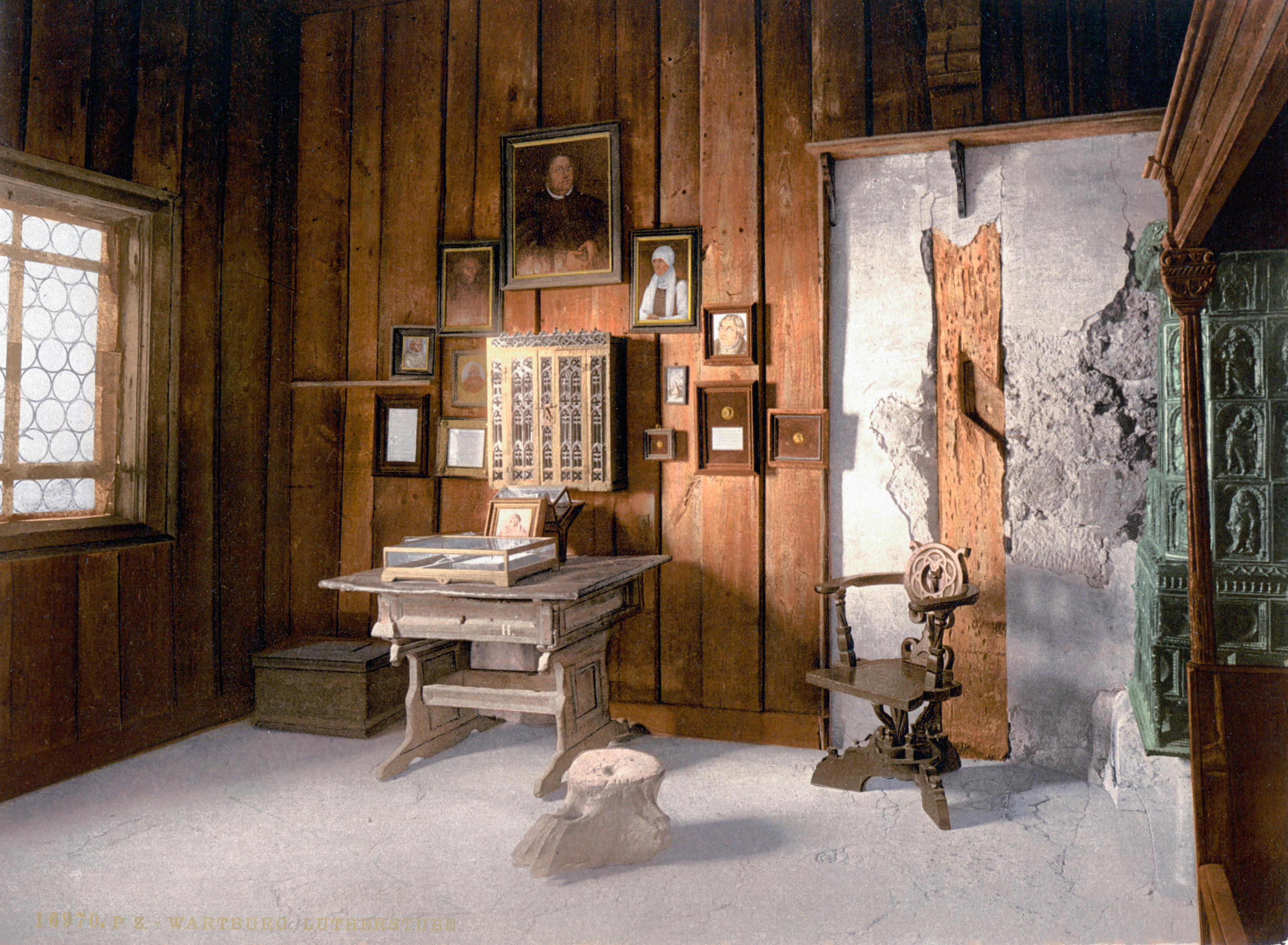
Кімната Мартіна Лютера у Вартбурзькому палаці

У Вартбурзі Мартін Лютер залишався до 1 травня 1522 року incognito як «Поміщик Йорг». Він переклав восени 1521 року Новий Заповіт на німецьку мову. Це йому вдалось зробити за 11 тижнів. Для цього оригіналом йому слугував екземпляр грецької Біблії Еразма Роттердамського, Він використовував також латинський переклад Біблії, а також Вульгата. Переклад Мартіна Лютера вийшов у вересні 1522 року. 1523 року світ побачила також його першу частину перекладу Старого Заповіту; обидва переклади вижили до 1525 року вже у 22 видань й 110 перевидань. Таким чином до третини усіх німців, які були здатні читати, мали цю книжку у себе вдома. У 1534 році Мартін Лютер переклав залишок Старого Заповіту із тодішнього знайдених рукописів Мазорету. Обидва Заповіти утворюють знамениту Біблію Мартіна Лютера.
Цим перекладом Мартін Лютер зробив зміст зрозумілішим простому народові. Щоправда, до цього були вже 14 верхньонімецьких й середньонімецькі видання Біблії. Але ці переклади завдяки своїй високопарній німецькій мові були важко зрозумілим для людей.
Мартін Лютер менше перекладав дослівно, а намагався перенести на німецьку мову біблійні вирази (sensus literalis) за їхнім значенням. Стиль його письма впливав на стиль і словотвір німецької мови століттями. Таким чином він вигадав такі слова як Feuertaufe — бойове хрещення, Bluthund — кровопивця або лягавий собака, Selbstverleugnung — самозречення, самовідданість, Machtwort — вирішальне слово, Schandfleck — клеймо, пляма ганьби, Lückenbüßer — неповноцінний заступник, Gewissensbisse — докори сумління, Lästermaul — обмовник та Lockvogel — приманка. Він став також автором метафор, які ґрунтувалися на Біблії, зокрема, «Perlen vor die Säue werfen» — розкидати перлини перед свинями (Мт. 7:6); «ein Buch mit sieben Siegeln» — таємниця за сімома печатками (Об. 5:1), etwas ausposaunen — щось розтрубити, «im Dunkeln tappen» — блукати у темряві (Мт. 15:14), «ein Herz und eine Seele sein» — жити душа в душу, «auf Sand bauen» — будувати на піску (Мт. 7:26), «Wolf im Schafspelz» — вовк в овечій шкурі (Мт. 7:15).

## Мартін Лютер як новатор
Задля поширення думок Реформації Мартін Лютер використав не популяризовані до того засоби: памфлети, балади та ксилографію.

### Памфлети
Хоча й написані латиною, 95 тез негайно викликали жваве обговорення: спочатку в наукових колах Віттенберга, а згодом і далі за межами цього міста. У грудні 1517 року їхні друковані видання у формі памфлетів і листівок одночасно з'явилися в Лейпцигу, Нюрнберзі й Базелі. Вони вийшли коштом друзів Лютера, яким той надіслав примірники. Невдовзі з'явилися й переклади німецькою, доступні для читання серед ширшого загалу, а не лише для науковців і кліру, які знали латину. Друг Лютера Фрідріх Міконіус пізніше писав, що «не минуло й 14 днів, як про ці тези знали по всій Німеччині, а за чотири тижні з ними ознайомився майже весь християнський світ».
Це неочікуване, але стрімке поширення 95 тез показало Лютеру, як передаване від людини до людини повідомлення може незабаром дійти до широкого загалу. «Їх друкують і розповсюджують так, як я собі уявити не міг», — писав він у березні 1518 року до нюрнберзького видавця, який опублікував німецький переклад тез.
На відміну від книжок, виготовлення яких займало тижні, а то й місяці, памфлет можна було надрукувати за день-два. Перші примірники видання, ціна яких майже дорівнювала ціні курки, спочатку розповсюджували в місті, де їх було надруковано. Прихильники Лютера рекомендували їх своїм друзям. Їх рекламували власники книгарень, ними торгували книгоноші. Крамарі, купці та проповідники перевозили примірники до інших міст, і, якщо вони викликали достатній інтерес, місцеві друкарі випускали власний наклад.
Це був один з найкращих та найпростіших способів швидко та масово розповсюдити власні ідеї. Наприклад, перший памфлет «Проповідь про індульгенції та милість», було перевидано 14 разів лише 1518 року накладами принаймні в тисячу екземплярів. Із 6 тисяч різних памфлетів, виданих у німецькомовних державах у 1520—1526 роках, майже 1700 були виданнями праць Лютера. Загалом з майже 6–7 млн памфлетів, які було надруковано в перше десятиріччя Реформації, понад чверть належала його перу.
У багатьох памфлетах автор закликав читача обговорювати зміст з іншими й читати їх уголос неписьменним. Люди читали й обговорювали памфлети в родинному колі, серед друзів, у заїжджих дворах і шинках. У цих суперечках брали участь найрізноманітніші люди: від англійського короля Генріха VIII, якого за трактат проти Лютера, написаний спільно з Томасом Мором, папа назвав «захисником віри», до нюрнберзького шевця Ганса Сакса, який написав низку шалено популярних пісень на підтримку Лютера.
Памфлети Лютера спровокували у світі полеміку. Зокрема, продавець індульгенцій Тецель був одним із перших, хто вступив у друковану полеміку з Лютером, відповівши йому власною добіркою тез. Інші також вдалися до нового формату — памфлета, щоб долучитися до дискусії, підтримавши або спростувавши Лютерові аргументи. Сильвестр Маццоліні виступив на захист папи у своєму «Діалозі проти зухвалих тез Мартіна Лютера». Називав Лютера «прокаженим із латунними мізками та залізним носом» і заперечував усі його докази, виходячи з непогрішності папи. Лютер, який не залишав без відповіді жодного виклику, витратив лише два дні на те, щоб видати власний памфлет. «Тепер мені шкода, що я зневажав Тецеля», — писав він. «Хоч би яким незграбним він був, але писав він дотепніше за вас. Ви не наводите жодної цитати зі Святого Письма. Ви не даєте жодних пояснень».

### Новинна балада
Як і памфлет, Мартін Лютер також успішно використовував новинну баладу. Це був опис сучасних подій (часто перебільшений) у віршованій формі, покладений на відому вже мелодію, щоб його легко можна було вивчити, співати й навчити інших. У новинних баладах часто навмисно поєднували благочестиву мелодію зі світськими, а то й богохульними текстами. Їх поширювали у формі роздрукованих слів до пісень із приміткою, на яку мелодію співати. Після заучування напам'ять вони могли поширюватися навіть серед неписьменних у формі групового виконання.
І реформатори, й католики використовували цей новий вид медіа для поширення інформації та виступів проти опонентів. «Починаймо нову пісню», перша Лютерова спроба в жанрі новинної балади, оповідає про двох ченців, страчених у Брюсселі 1523 року після відмови зректися своїх лютеранських поглядів.

### Ксилографія
Поєднання чіткої графіки з короткими текстами, надрукованими у формі листівок або плакатів, доносило ідею і до неписьменних чи малописьменних, а також служило наочним посібником для проповідників. Лютер казав, що «без картин ми не можемо ні думати, ні розуміти нічого». Деякі ксилографії на релігійну тематику мали складну композицію, з багатозначними алюзіями й кількома пластами сенсів, доступних лише високоосвіченим людям. Наприклад, «Страсті Христові й Антихристові» — серія картин, у яких благочестю Спасителя протиставлено розпусту й падіння папи. Деякі ж були надзвичайно грубі й наочні, як «Звідки взялися ченці»: три чорти випорожнюються… монахами, яких уже назбиралася чимала купа. Найкращі малюнки створив Лютерів друг Лукас Кранах Старший.
Противники Лютера відповідали власними ксилографіями: наприклад, картина «Лютер грається в єресь» зображує його з трьома чортами-помічниками за приготуванням якогось огидного варива. З казана клубочиться пара, на пасмах якої написано «брехня», «пиха», «заздрість», «єресь» тощо.
Вороги Лютера порівнювали поширення його ідей з епідемією. Папська булла 1520 року, в якій Лютеру погрожували відлученням від церкви, своєю метою ставила «припинити поступ цієї чуми і ракової хвороби, щоб вона не поширювалася далі». Вормський едикт 1521 року попереджав, що слід не допускати розповсюдження Лютерових ідей, інакше «весь німецький народ, а за ним й інші народи, заразяться тією самою недугою». Ці документи підтверджують ефективність обраних Лютером методів.

## Твори

Tomus secundus omnium operum, 1562

- Лекції про Послання до Римлян (1515–1516)
- 95 тез про індульгенції (1517)
- До християнського дворянства німецької нації (1520)
- Про вавилонське полонення церкви (1520)
- Лист Мюльпфорту (1520)
- Відкритий лист папі Льву Х (1520), 6 вересня.
- Про свободу християнина-Von der Freiheit eines Christenmenschen, 1520)
- Проти прокльонів булли Антихриста
- Про рабство волі (1525)
- Великий і малий Катехізис (1529)
- Про євреїв та їх брехню (1543)

## Історичне значення діяльності Лютера
Згідно з Максом Вебером, лютеранська проповідь не тільки дала поштовх Реформації, але послужила поворотним моментом в зародженні капіталізму і визначила дух Нового Часу.
В історію німецької громадської думки Лютер увійшов і як діяч культури — як реформатор освіти, мови, музики. 2003 року за результатами опитувань громадської думки Лютер став другим великим німцем в історії Німеччини. Він не тільки випробував на собі вплив культури Відродження, але в інтересах боротьби з «папістами» прагнув використовувати народну культуру та багато зробив для її розвитку. Велике значення мав виконаний Лютером переклад на німецьку мову Біблії (1522–1542), в якому йому вдалося затвердити норми загальнонімецької національної мови. В останній роботі йому активно допомагав його відданий друг і соратник Йоганн-Каспар Аквіла.

## Афоризми про Лютера
«Лютер, як випередження сучасної людини, ввібрав в себе всі види неврівноваженості. Паскаль співіснував в ньому разом з Гітлером» (Еміль Чоран)

## Використання образу Мартіна Лютера

### У кіно
З появою німих фільмів про Мартіна Лютера існували тільки біографічні кінофільми. Між тим, є десь 17 екранізацій про Лютера, зокрема, найновіший художній фільм знятий у 2003 році.
- «Лютер» (Luther, США-Канада, 1973);
- «Мартін Лютер» (Martin Luther, Німеччина, 1983)
- «Лютер» (Luther ФРН, 2003). У ролі Мартіна Лютера — Джозеф Файнс.

### У музиці
Карі Тікка (Kari Tikka) створив у 2000 році оперу, присвячену Мартіну Лютеру.
Концертний альбом Неаль Морзез (Neal Morses) «Sola Scriptura», який вийшов 2007 року, показує вплив Мартіна Лютера і його полеміку з елітою католицької церкви.

### У філателії

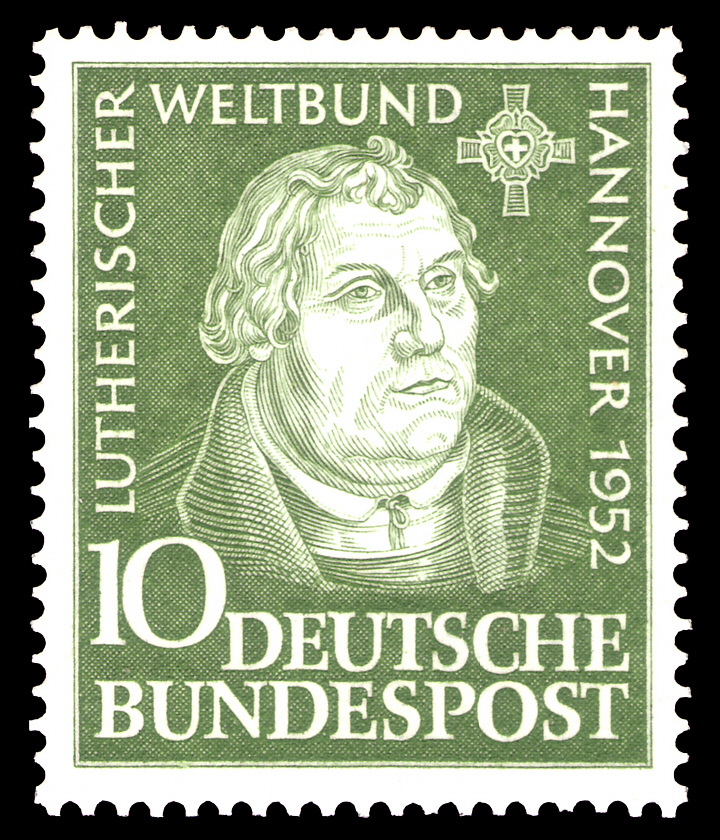
Марки німецької федеративної пошти (1952) на честь конференції Лютеранського Всесвітнього союзу
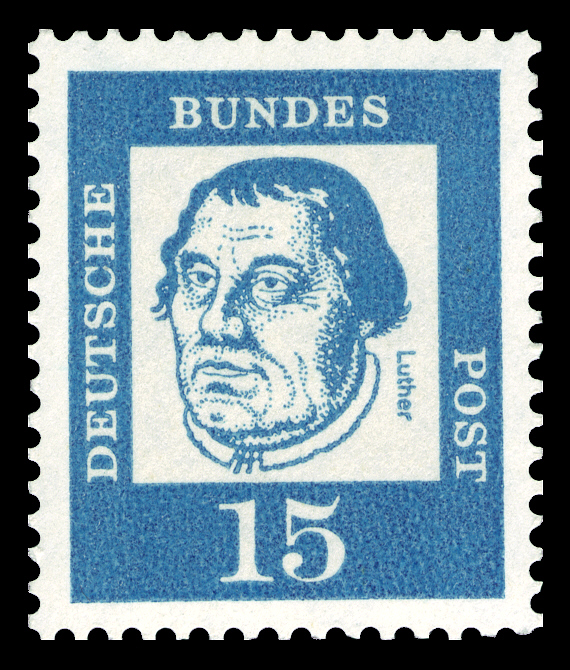
Марки німецької федеративної пошти (1961) із серії Значне німецьке
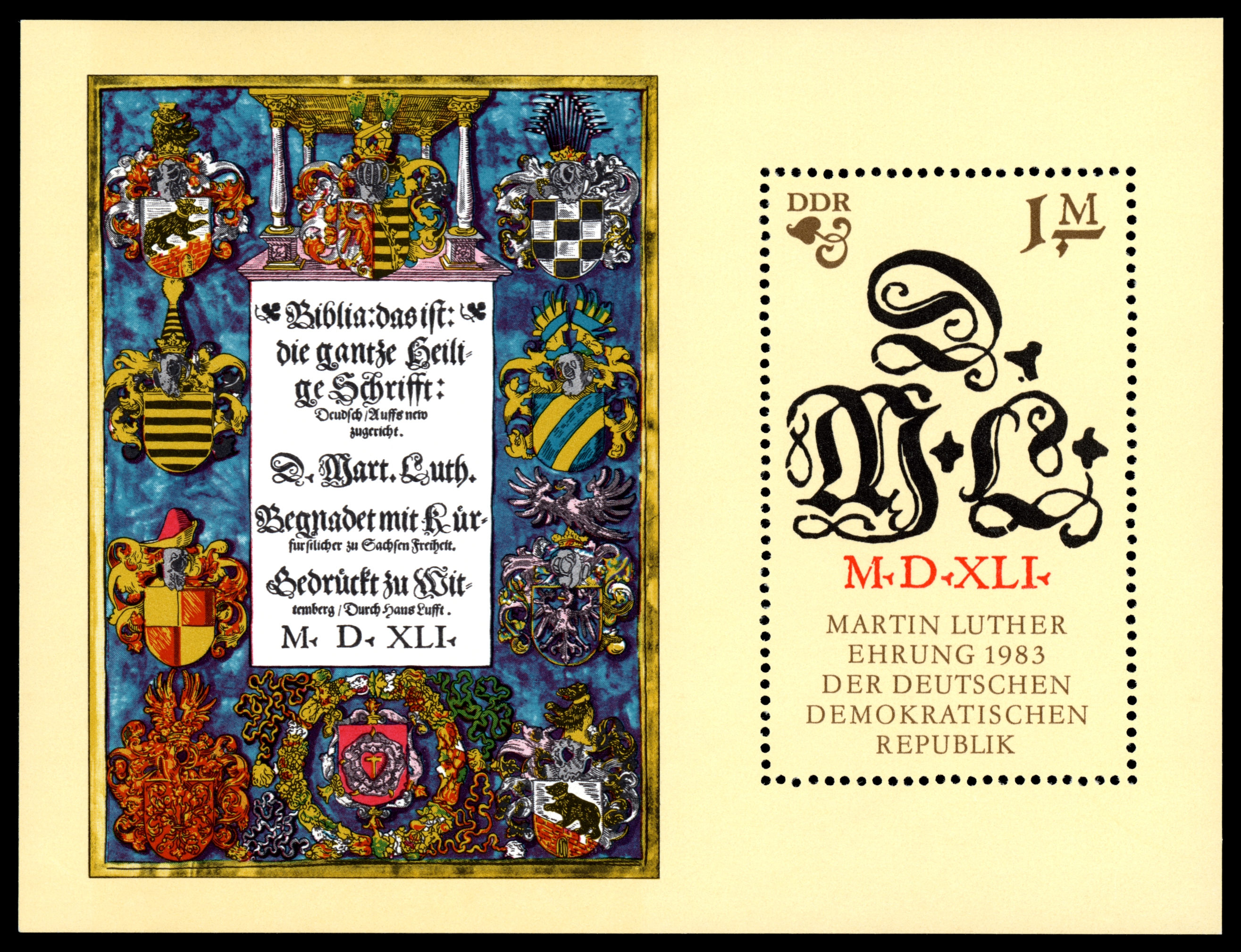
Блок поштових марок НДР (1983) на честь 500-річчя дня народження Мартіна Лютера.
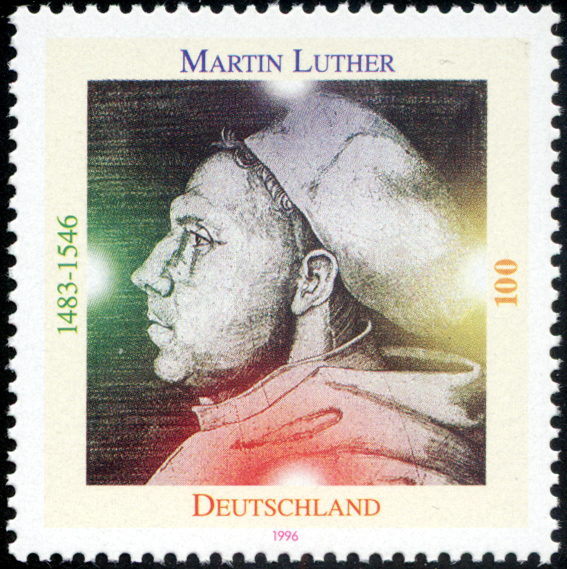
Поштові марки німецької федеративної пошти (1996), присвячені 450-річчю смерті Мартіна Лютера

## Вшанування пам'яті
7100 Мартін Лютер — астероїд, який назвали на честь богослова.

## Канонізація
Святий в Українській лютеранській церкві. Українська Лютеранська Церква вважає його засновником своєї релігії. День пам'яті - 18 лютого.